# Mezdra
Mezdra (bulgariska: Мездра) är en ort i Bulgarien. Den ligger i kommunen Obsjtina Mezdra och regionen Vratsa, i den västra delen av landet, 60 km nordost om huvudstaden Sofia. Mezdra ligger 277 meter över havet och antalet invånare är 11 975.
Terrängen runt Mezdra är varierad. Närmaste större samhälle är Vratsa, 13,0 km nordväst om Mezdra.
Omgivningarna runt Mezdra är en mosaik av jordbruksmark och naturlig växtlighet. Runt Mezdra är det ganska glesbefolkat, med 43 invånare per kvadratkilometer.